# East Chicago
East Chicago ist eine City im Lake County im US-Bundesstaat Indiana. Die Einwohnerzahl beträgt 27.817 (Stand 2019). Sie ist Teil der Metropolregion Chicago. 

## Geschichte
Das Land, das zu East Chicago wurde, war ursprünglich Sumpfland, das sich nicht für die Landwirtschaft eignete. Der Staat Indiana begann nach 1851 Grundstücke an Eisenbahnen und Spekulanten zu verkaufen, um das lokale Schulsystem zu finanzieren. Die Besiedlung der Gegend verlief zunächst sehr langsam, und noch in den 1890er Jahren hatte die Stadt keine richtigen Straßen oder öffentliche Versorgungseinrichtungen. East Chicago wurde 1889 als Gemeinde und vier Jahre später als Stadt gegründet. Die Stadt wurde nach ihrer Lage östlich von Chicago benannt.
Die Volkszählung von 1900 ergab eine Gesamtbevölkerung von nur 3.411, aber die Ankunft der Inland Steel Corporation im Jahr 1903 verwandelte die Stadt in ein industrielles Kraftzentrum. Die Einwohnerzahl der Stadt stieg bis 1910 auf über 24.000 an, angetrieben durch Einwanderer aus ganz Europa und den Vereinigten Staaten, und wurde schnell zur am stärksten industrialisierten Stadt der Vereinigten Staaten, in der über 80 % des Stadtgebietes für die Schwerindustrie ausgewiesen waren. Der Inland-Steel-Konzern dominierte die Wirtschaft der Stadt bis in die 1990er Jahre und erweiterte sein riesiges integriertes Werk in Indiana.
Wie das benachbarte Gary, entwickelte East Chicago schnell einen Ruf als raue Industriestadt, geplagt von Umweltverschmutzung, ethnischen und rassischen Spannungen, organisiertem Verbrechen, illegalem Glücksspiel, politischer Korruption und Prostitution. Die Stadt wuchs in den 1910er und 1920er Jahren weiterhin schnell, und die Einwohnerzahl erreichte 1960 mit 57.669 ihren Höhepunkt. In den 1960er Jahren begann die Bevölkerung East Chicagos jedoch zu schrumpfen, da die Suburbanisierung, die Flucht der weißen Mittelschicht, die Erschwinglichkeit von Autos und der Bau von Autobahnen dazu führten, dass die Arbeiter nicht mehr in der Stadt leben mussten, sondern aus den weniger verschmutzten Vororten pendeln konnten.
Mit dem Niedergang der amerikanischen Stahlindustrie bekam die Stadt zudem erhebliche wirtschaftliche Probleme und hat heute, ähnlich wie Gary, mit einer hohen Armutsquote zu kämpfen.

## Demografie
Nach einer Schätzung von 2019 leben in East Chicago 27.817 Menschen. Die Bevölkerung teilt sich im selben Jahr auf in 23,9 % Weiße, 35,5 % Afroamerikaner, 0,1 % amerikanische Ureinwohner, 0,1 % Asiaten und 3,1 % mit zwei oder mehr Ethnizitäten. Hispanics oder Latinos aller Ethnien machten 57,8 % der Bevölkerung aus. Das mittlere Haushaltseinkommen lag bei 32.839 US-Dollar und die Armutsquote bei 32,3 %.

## Wirtschaft
Das Zentrum der lokalen Wirtschaft ist die Stahlindustrie, obwohl viele Arbeitsplätze abgebaut wurden. Ein großes Werk von ArcelorMittal befindet sich heute noch in East Chicago.

## Söhne und Töchter
- Frank Murphy (1889–1980), Stabhochspringer
- Ray Laska (* 1949), Schauspieler
- Gregg Popovich (* 1949), Basketballtrainer
- Kim Sanders (* 1968), Sängerin und Komponistin
- E’Twaun Moore (* 1989), Basketballspieler